# Маунтин-Брук
Маунтин-Брук (англ. Mountain Brook) — город в округе Джефферсон в американском штате Алабама. По данным переписи населения США 2020 года, численность населения составляла 22 461 человек.

## Население
| 2010   | 2020    |
| ------ | ------- |
| 20 413 | ↗22 461 |